# Żółty Żleb

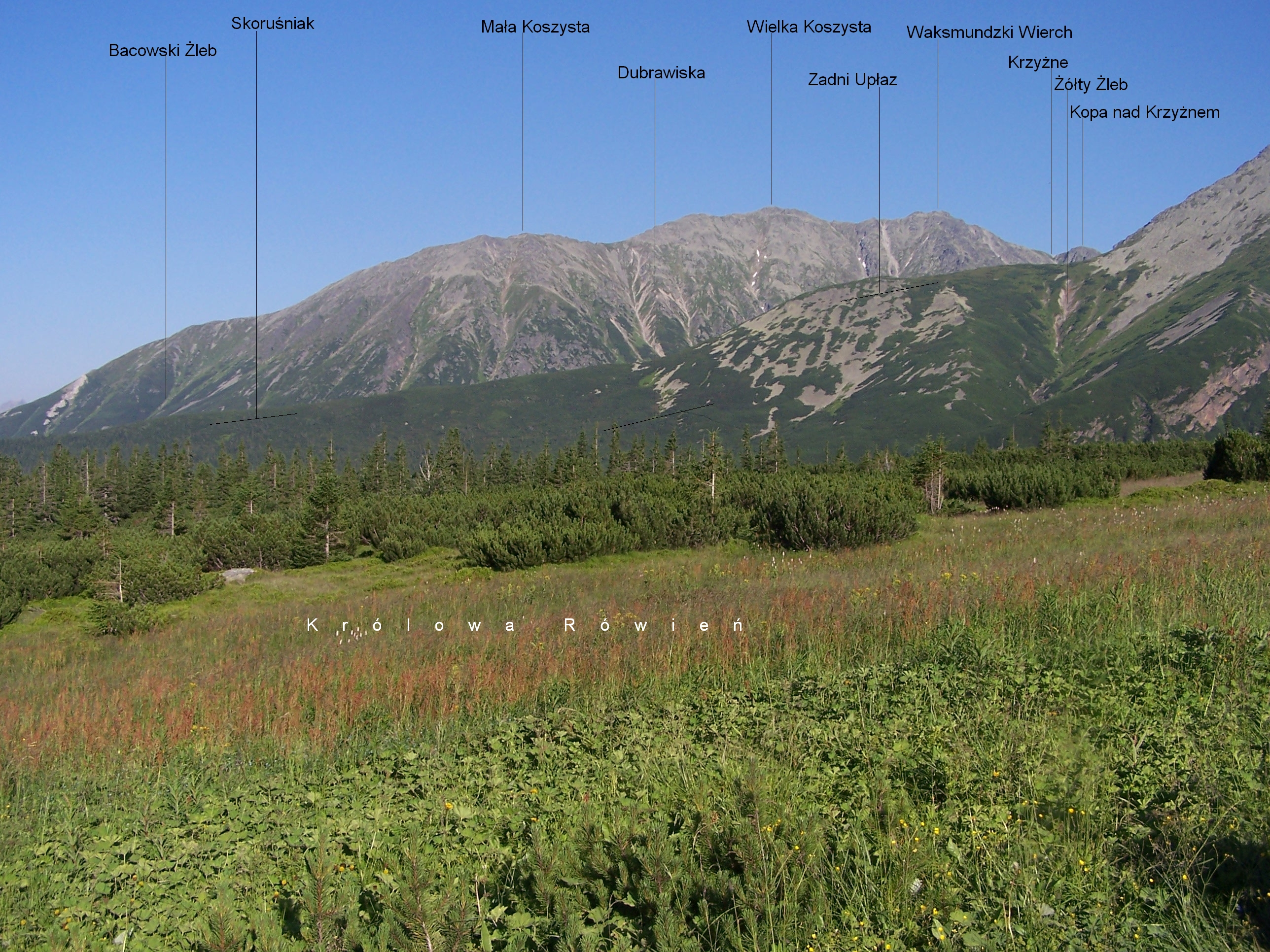
Widok z Królowej Równi

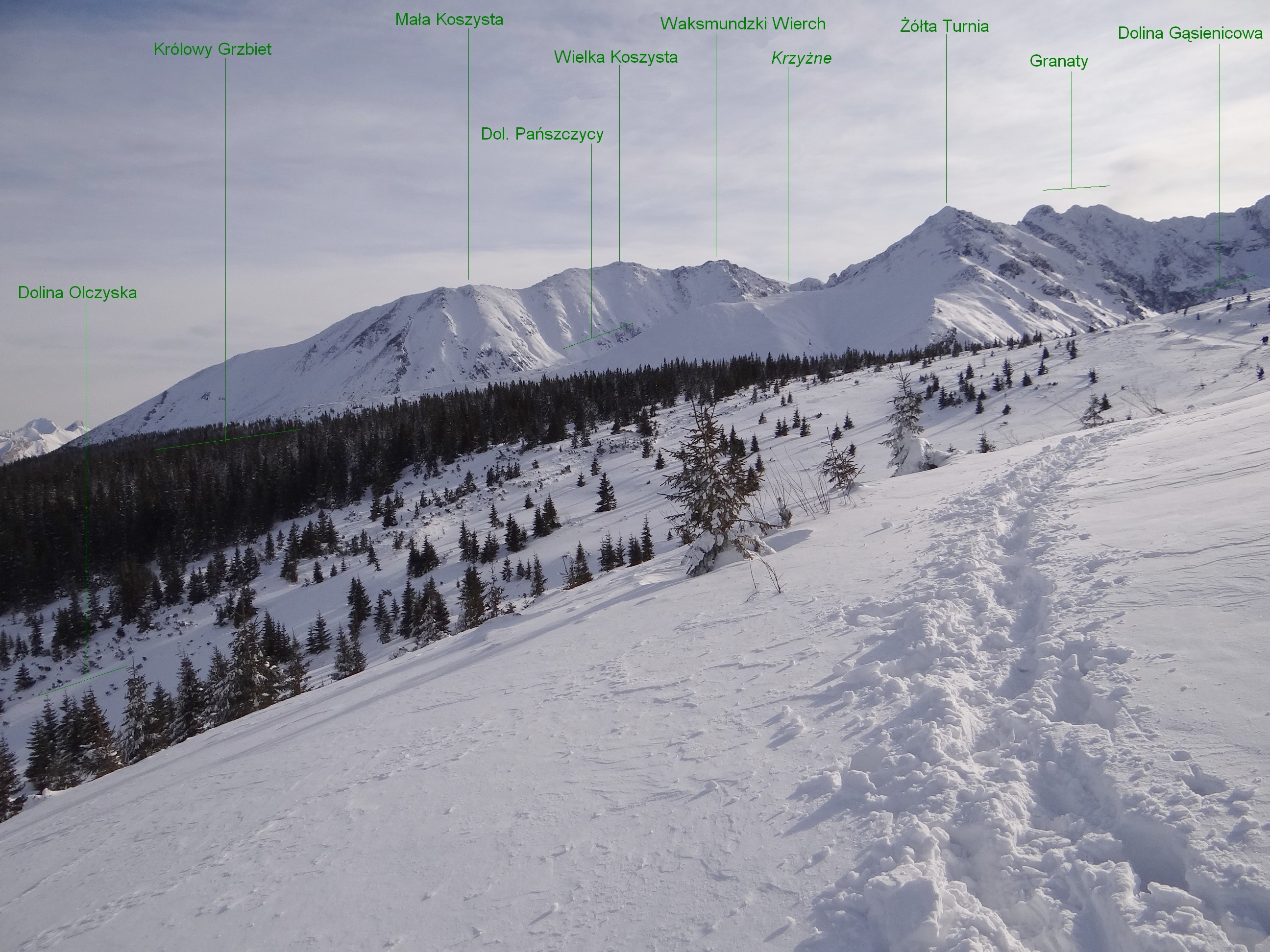
Żółty Żleb zimą

Żółty Żleb lub Pańszczycki Żleb – duży żleb na północnych stokach Żółtej Turni w polskich Tatrach Wysokich. Wcięty jest między dwa jej ramiona:
- północno-zachodnie
- północno-wschodnie zwane Zadnim Upłazem[3].

Żleb uchodzi do Doliny Suchej Wody. Na wysokości 1750–1775 m wypływa w nim Żółty Potok.
Żółty Żleb to w istocie wielka, wachlarzowata depresja, górą podchodząca aż do siodła nad Zadnim Upłazem. Jest to więc klasyczny żleb lawinowy. Nie schodzą nim jednak duże lawiny. Dno żlebu powyżej ścieżki szlaku turystycznego to baniory, młaki, niewielkie wodospady, omszałe głazy i po obydwu stronach koryta strome brzegi porośnięte łanami kosodrzewiny, a powyżej jej górnego zasięgu trawką.
Koryto Żółtego Żlebu przecina szlak turystyczny. Poniżej szlaku, w orograficznie prawym jego zboczu (Zadni Upłaz) znajduje się Pańszczycka Skałka. Cały obszar Pańszczyckiego Żlebu znajduje się na obszarze ochrony ścisłej „Pańszczyca, Gąsienicowa”.

## Nazewnictwo
Żleb ten za sprawą W.H. Paryskiego znany jest jako Pańszczycki Żleb – taką nazwę tego żlebu podał on w 3 tomie swojego przewodnika. Tak też opisywany jest na mapach. Władysław Cywiński przebadał literaturę taternicką i nigdzie w starszych źródłach nie znalazł takiej nazwy, została więc ona wprowadzona przez W.H. Paryskiego. Sęk w tym, że żleb nie ma nic wspólnego z doliną Pańszczycy, w całości znajduje się bowiem w Dolinie Suchej Wody. W. Cywiński pisze: Czy Mistrz dotarł do tajnych informacji, czy też zrobił złośliwy dowcip adeptom tatrologii, nie dowiemy się chyba nigdy. Uważa tę nazwę za błędną i wprowadził nową nazwę – Żółty Żleb, lepiej oddająca jego położenie.

## Szlaki turystyczne
– żółty szlak z Doliny Gąsienicowej na Krzyżne. Czas przejścia: 2:45 h, ↓ 2:05 h.